# Xiphotheata luctifera
Xiphotheata luctifera är en skalbaggsart som beskrevs av Leon Fairmaire 1881. Xiphotheata luctifera ingår i släktet Xiphotheata och familjen långhorningar. Inga underarter finns listade i Catalogue of Life.